# Aztek-kaktussläktet
Aztek-kaktussläktet (Aztekium) är ett suckulent växtsläkte inom familjen kaktusväxter. I detta släkte finns tre arter.

## Beskrivning
Aztek-kaktussläktet är tuvbildande lågväxande, med ganska långsam tillväxt. Varje klot har längsgående åsar med starkt markerade horisontella fåror. Det kan finnas mellan nio och elva åsar, vilka alltid är något spiralvridna. Areolerna sitter mycket tätt tillsammans längs dessa åsar och har vitt hår, snarare än taggar. Små, något platta taggar finns under en kort tid, men försvinner snart. Blommorna kommer från centrum av varje klot och färgen på dem varierar från vitt till rosa, och de är knappt en centimeter i diameter. De blommar rikligt i juni eller början av juli och därefter åter i augusti. I regel är det en månad mellan de båda blomningsperioderna.

## Förekomst
Aztek-kaktussläktet finner man i områden med lerskifferbranter i Nuevo León Mexiko.

## Taxonomi
1928 beskrev Friedrich Boedeker Echinocactus ritteri utifrån en planta som han fick från Fredrich Ritter i Mexiko. Följande år beskrev Boedeker släktet Aztekium. Han fick namnet till släktet från aztekiska skulpturer där han ansåg att plantan han funnit fanns med. 1990 fann George Hinton en andra art i detta släkte, vilket väckte stor uppmärksamhet i kaktusvärlden. Två vänner till honom, Glass och W.A.Fitz Maurice, ombads att beskriva denna nya och omdiskuterade art, och den fick namnet A. hintonii för att hedra George Hinton för hans upptäckt. År 2013 upptäcktes ytterligare en art, Aztekium valdesii.